# Voxtorps församling, Östbo-Västbo kontrakt
Voxtorps församling är en församling i Östbo-Västbo kontrakt, Växjö stift och Värnamo kommun. Församlingen är moderförsamling i Voxtorps pastorat.

## Administrativ historik
Församlingen har medeltida ursprung.
Församlingen utgjorde under medeltiden ett eget pastorat för att sedan till 1962 vara annexförsamling i pastoratet Värnamo, Voxtorp och Tånnö. Från 1962 är församlingen annex/moderförsamling i pastoratet Gällaryd, Voxtorp och Tånnö, där från 1 augusti 1986 Voxtorp är moderförsamling.

## Kyrkor
- Ansgarsgården
- Voxtorps kyrka